# Georg Wunderlich
Georg Wunderlich (* 31. Oktober 1893 in Fürth; † 23. Mai 1963 in Bad Wimpfen) war ein deutscher Fußballnationalspieler und -vereinstrainer.

## Spielerkarriere

### Vereine
Wunderlich begann seine Karriere bei der SpVgg Fürth. Mit dem Verein wurde er 1914 durch einen 3:2-Finalsieg gegen den VfB Leipzig Deutscher Meister. Während des Ersten Weltkriegs wechselte er allerdings zum Ortsrivalen TV Fürth 1860. Ende 1920 musste er aus beruflichen Gründen nach Frankfurt und wechselte daher zu Helvetia Bockenheim. Dort wurde er wegen der Annahme von 800 Kronen vom niederösterreichischen Verband für drei Monate gesperrt. Dies war damals ein Verstoß gegen das Amateurstatut. 1921 stand er mit dem Klub im Endspiel um die Meisterschaft des Frankfurter Fußballbundes, das gegen den 1. FC Rödelheim 1902 mit 2:1 gewonnen wurde. Dabei zog er sich Verletzungen an der Wirbelsäule zu, als er bei einem Kopfball unterlaufen wurde und unglücklich fiel.
1922 zog Wunderlich weiter zu den Stuttgarter Kickers. Hier spielte er sechs Jahre, ehe er 1928 zum VfR Heilbronn ging, wo er 1931 seine aktive Laufbahn beendete.

### Auswahl-/Nationalmannschaften
Im ersten Nachkriegsländerspiel der A-Nationalmannschaft am 27. Juni 1920 wirkte er bei der 1:3-Niederlage gegen die Schweizer Nationalmannschaft in Zürich mit. Auch bei der 2:3-Niederlage gegen die Nationalmannschaft Österreichs in Wien am 26. September desselben Jahres kam er zum Einsatz. Nach einem Jahr Pause spielte er am 5. Mai 1921 wiederum gegen Österreich, dieses Mal wurde ein 3:3-Unentschieden erreicht. 1923 spielte er noch gegen die Nationalmannschaft Italiens (1:3-Niederlage) und die Nationalmannschaft der Niederlande (0:0-Unentschieden). Bei letzterer Begegnung war er – als einziger Spieler der Stuttgarter Kickers in ihrer Vereinsgeschichte – Mannschaftskapitän und tauschte somit mit dem Niederländer Eb van der Kluft die Wimpel vor der Partie.
Für die Auswahlmannschaft des Süddeutschen Fußball-Verbandes nahm Wunderlich am Bundespokal teil, den er 1923 durch einen 2:1-Erfolg in Frankfurt gegen die Auswahlmannschaft des Westdeutschen Spiel-Verbandes gewinnen konnte. Bereits 1919 hatte er im Endspiel gegen die Auswahlmannschaft des Norddeutschen Fußball-Verbandes (4:5) mitgewirkt. Insgesamt spielte der Fürther und Stuttgarter mindestens 17-mal für die süddeutsche Auswahlmannschaft, darunter zweimal zu seiner Bockenheimer Zeit.

## Trainerkarriere
Nach Ende seiner Spielerlaufbahn wurde Wunderlich Trainer. Ab 1937 war er beim 1. Göppinger SV tätig. Am 3. Mai 1937 beantragte er die Aufnahme in die NSDAP und wurde rückwirkend zum 1. Mai desselben Jahres aufgenommen (Mitgliedsnummer 5.892.618). 1942 bis 1943 trainierte er Union Böckingen, nach dem Zweiten Weltkrieg kehrte er zum VfR Heilbronn zurück.